# 周恒 (流体力学家)
周恒（1929年11月20日—2025年8月1日），男，籍贯福建浦城，生于上海，中华人民共和国流体力学家，中国科学院院士，天津大学教授。

## 生平
周恒于1929年生于上海，籍贯福建浦城。1946年考入北洋大学化工系，后转入水利系。1950年，以全班第一的成绩毕业，并留校担任水利系助教。1993年，当选为中国科学院院士。
曾任第八、第九届全国政协委员、中国民主同盟盟员。
2025年8月1日8时54分，周恒在天津病逝，享年96岁。